# Drukkerij in Nederland

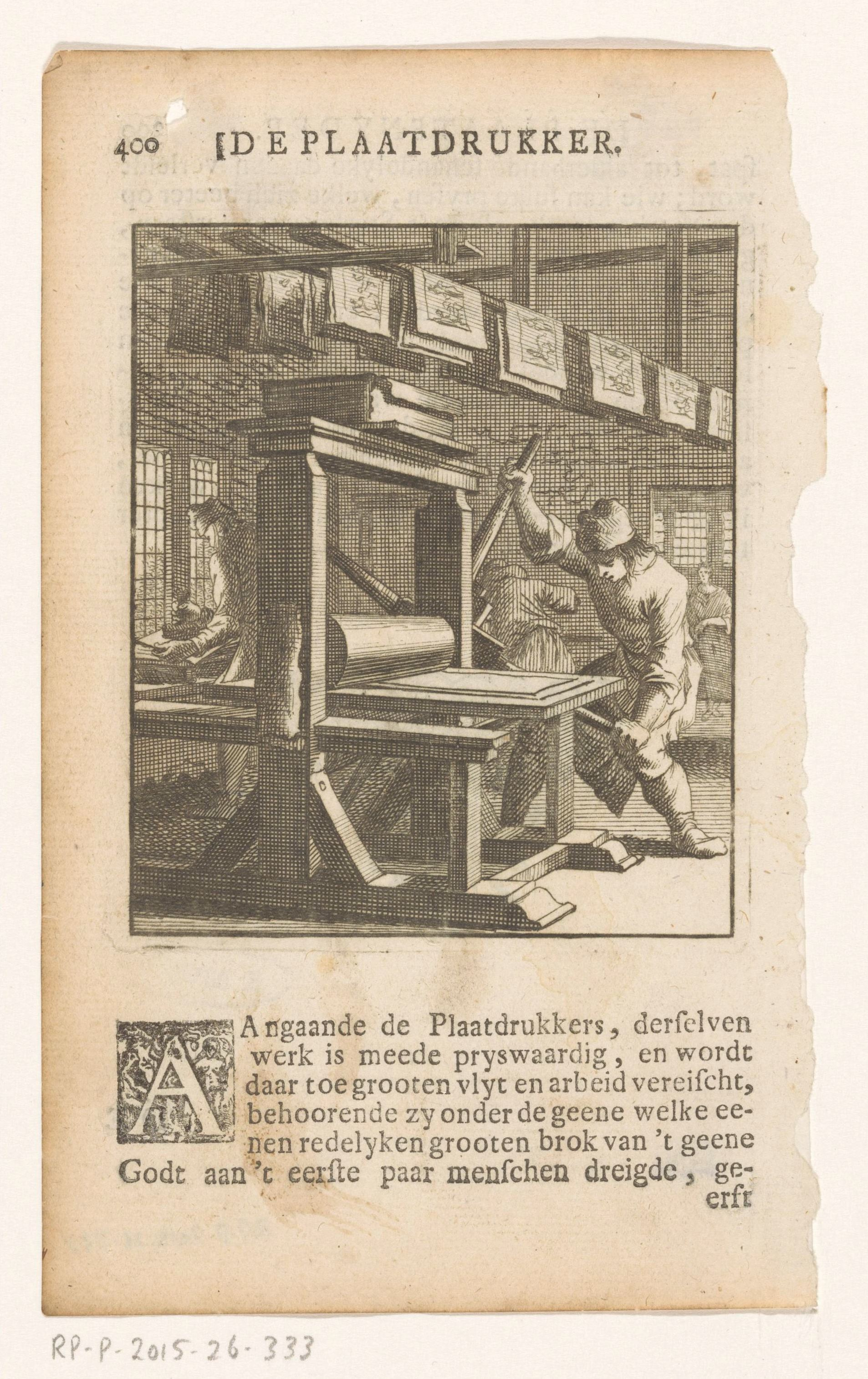
Plaatdrukker

Dit lemma beschrijft de geschiedenis van de drukkerij in Nederland

## Houten pers
De boekdrukkunst vond al vroeg toepassing in de Lage Landen, uitgaande van de vinding van Johannes Gutenberg in 1452: druksel van losse gegoten metalen letters in combinatie met houten drukpersen. Als tegenhanger ontstond een typisch Nederlandse legendevorming: ene Laurens Janszoon Coster zou in 1432 de boekdrukkunst hebben uitgevonden. Een bewering die weliswaar in het (Bataafse) nationalisme paste, maar historisch fake news is. 
De techniek van het letterzetten en drukken onderging de eerste eeuwen niet veel verandering. Wel werd er als eerste in de Nederlanden een verbetering aan de drukpers doorgevoerd, toegeschreven aan Willem Blaeu (1571-1638). Met deze verbetering, het aanbrengen van een zogeheten galgewerk werd de stabiliteit van de spil verbeterd. Een dergelijke pers werd wel een Hollandse pers of Blaeu pers genoemd.
In 1817 vond voor het eerst in Nederland de in 1814 uitgevonden steendrukkerij toepassing. Er ontstonden in de loop van de 19e eeuw diverse grotere steendrukkerijen waaronder te Amsterdam Desquerrois & Co (1827-1900) en Tresling & Co (1859 tot na 1900), Suringar in Leeuwarden en Emrik & Binger in Haarlem (vanaf 1839).

## IJzeren pers
Een verdere belangrijke stap naar innovatie was de aanschaf in 1816, door drukkerij Johan Enschedé, van een ijzeren handpers. In 1819 volgde de Amsterdamse handelsdrukkerij C.A. Spin & Zoon (die ook waardepapieren zoals aandelencoupures vervaardigde) en in 1820 de Algemeene Landsdrukkerij, die een Columbian (hefboompers) aanschafte. De zware ijzeren persen bleken echter, naast voordelen, ook nadelen te bieden. De zwaarte ervan maakte dat klein werk niet altijd goed werd afgedrukt. Ook sleten de letters sneller. Vanaf de jaren '50 van de 19e eeuw werd de houten pers vrijwel geheel verdrongen door de ijzeren pers.
De ijzeren handpersen werden grotendeels geïmporteerd, waarbij onder andere Belgische fabrikanten de Amerikaanse en Engelse persen, als de Columbia en de Stanhope, imiteerden. Een daarvan was L. Gouy uit Brussel, die in 1837 zich ook in Den Haag vestigde. Omstreeks 1842 werd deze vestiging overgenomen door H.P. Hotz, die oorspronkelijk smid was. Al voor 1860 stopte deze productie, toen de Duitse industrie dergelijke persen ging importeren.

## Cilinderpers
In 1828 werden de eerste cilinderpersen in Nederland in gebruik genomen en wel bij drukkerij Johan Enschedé. Deze twee persen waren van het fabricaat Koenig & Bauer. In de jaren erna werden door diverse drukkerijen ook een aantal Franse persen geïnstalleerd van de fabricaten Sellingue en Rousselet. Dit waren echter geen cilinderpersen maar een soort van dubbele degelpersen, de sneldegelpers. De Nederlandse markt voor cilinderpersen was beperkt: in het 2e kwart van de 19e eeuw werden er slechts 10 afgezet. Dit leidde ertoe dat dergelijke persen in Nederland slechts door één bedrijf werden vervaardigd, namelijk G. van Heerde in Amsterdam, die van huis uit smid en timmerman was.
De cilinderpersen en sneldegelpersen werden vooral gebruikt voor de vervaardiging van dagbladen als het Algemeen Handelsblad en de Haarlemsche Courant. Deze kranten hadden overigens -naar huidige begrippen- een beperkt aantal abonnees: enkele duizenden. De hoge druksnelheid was overigens voor het drukken van kranten essentieel. Daarnaast konden schoolboeken en kerkelijke boeken in voldoende oplage worden gedrukt.
De Leidse uitgeverij en drukkerij Sijthoff bestelde eind 1852 een tweedehands cilinderpers en in 1854 werd een cilinderpers aangeschaft bij de Augsburgse fabrikant Carl Reichenbach. In 1855 werd Sijthoff ook vertegenwoordiger voor deze fabriek. Persen werden onder meer geleverd aan uitgever-drukkerijen als Kruseman.
Een andere uitgever-drukker was Thieme. Deze begon in 1855 een agentuur voor de Duitse fabrikant van cilinderpersen Klein, Forst & Bohn. Een derde fabrikant was het Franse Marinoni, in Nederland sinds 1861 vertegenwoordigd door Tetterode.
Aldus waren er omstreeks 1865 ongeveer 75 cilinderpersen in Nederland. Koenig & Bauer speelde hierin nog slechts een marginale rol. In 1880 was het aantal cilinderpersen toegenomen tot 740, naast nog ongeveer 650 ijzeren handpersen, die vooral in kleinere drukkerijen werden gebezigd.
De meeste cilinderpersen werden aanvankelijk nog door een handwiel aangedreven. Vanaf 1860 vond ook de aandrijving met een stoommachine ingang. Pas na 1870 na, het aantal stoommachines in de grafische sector snel toe.

## Rotatiepers
Vanaf omstreeks 1880 werden ook met stoom aangedreven rotatiepersen geïnstalleerd. Mogelijk was het de drukkerij van de Nieuwe Rotterdamsche Courant die in 1878 de eerste rotatiepers in gebruik nam. De rotatiepersen werden vooral geleverd door Marinoni en Carl Reichenbach. In 1892 schafte de drukkerij van Roeloffzen & Hübner een rotatiepers van Koenig & Bauer aan die tot 48.000 afgewerkte vellen per uur kon leveren. Hier werd het Nieuws van den Dag gedrukt voor 38.000 abonnees. Hiertoe moest ook een stereotypie-inrichting voor gebogen stereotypen worden ontwikkeld. Begin 20e eeuw kon een dergelijke inrichting van handwerk naar halfautomatisch bedrijf worden omgezet.

## Zetmachines
Het zetten geschiedde echter nog als vanouds. In 1867 werd door Sijthoff een koude zetmachine aangeschaft. In 1879 werd in de Landsdrukkerij een Kastenbein zetmachine in gebruik genomen. Beide machines voldeden maar matig. De hete zetmachines, met name de Linotype en de Monotype, werden omstreeks de eeuwwisseling ingezet. Drukkerij M.H. Binger te Amsterdam was de eerste die, in 1894, een dergelijke machine gebruikte voor het zetten van de Dagelijksche Beurscourant. Johan de Liefde en de Landsdrukkerij schaften elk in 1898 een Linotype aan. In 1906 waren er in Nederland al ruim 25 van dergelijke machines. Eigenaren waren onder meer drukkerij Holdert & Co en de drukkerijen van De Tijd en het Algemeen Handelsblad.
De Monotype, die minder storingsgevoelig was en een eenvoudiger mogelijkheid tot correctie bood, werd pas in 1903 in Nederland ingevoerd.
Het aantal drukkerijen in Nederland nam toe van 147 in 1819 tot 1000 in 1909. Deze toename was het gevolg van zowel een toenemende vraag naar boeken en tijdschriften, als de beschikbaarheid van goedkope persen, onder meer op de tweede-handsmarkt.

## Na de 19e eeuw
Gedurende de 20e eeuw nam het aantal drukkerijen verder toe en bereikte een aantal van meer dan 4000 in 2017. Daarna nam het aantal drukkerijen geleidelijk af tot 2710 in 2022. De meeste (89%) daarvan zijn eenmanszaken of kleine bedrijven met minder dan 10 medewerkers. Het aantal grote drukkerijen (100 of meer medewerkers) daalde in die periode van 40 naar 15. De grotere drukkerijen specialiseerden zich in het drukken van kranten en tijdschriften, reclamedrukwerken in grote oplagen en dergelijke. De kleinere drukkerijen vervaardigden lokaal te verspreiden reclamedrukwerk, gelegenheidsdrukwerk, huis-aan-huisbladen en dergelijke. In de 20e eeuw werd het offset procedé de belangrijkste druktechniek.